# 15 germinal
15 ventôse 15 floréal
Le quintidi 15 germinal, officiellement dénommé jour de l'abeille, est le 195e jour de l'année du calendrier républicain.
C'était généralement le 4e jour du mois d'avril dans le calendrier grégorien.